# Neargyractis moniligeralis
Neargyractis moniligeralis là một loài bướm đêm trong họ Crambidae.